# Caeconthobium
Caeconthobium là một chi bọ cánh cứng thuộc họ Scarabaeidae.